# Nara Noïan
 (mars 2025).
 (décembre 2012).
Si vous disposez d'ouvrages ou d'articles de référence ou si vous connaissez des sites web de qualité traitant du thème abordé ici, merci de compléter l'article en donnant les références utiles à sa vérifiabilité et en les liant à la section « Notes et références ».
Nara Noïan (nom d'artiste), née Anna-Naïra Pavlovna Mnoian le 2 janvier 1971 à Erevan en Arménie, est une musicienne pianiste autrice-compositrice-interprète et actrice arménienne.

## Biographie
Nara Noïan est autrice, compositrice, chanteuse, coach vocal et pianiste française, d'origine arménienne,.
Née en 1971 dans une famille d'artistes, sa mère Janna Blbulyan est une grande actrice, musicienne, comédienne,.
Elle remporte le 1er prix de piano[réf. nécessaire] et accompagnement au conservatoire Komitas d'Erevan (en Arménie), ainsi que le 1er prix d'art dramatique au conservatoire d'Erevan (jeu de comédien).[réf. nécessaire]
Elle participe à des séries télévisées, à des spectacles au Théâtre National Stanislavski en Arménie ainsi qu'à trois longs-métrages.[réf. nécessaire]
Elle obtient le 1er prix d'interprétation féminine pour le film Nostalgie[réf. nécessaire]- "Garod" de Frounze Dovlatian, au festival du cinéma de Kouïbychev (Russie), et qui fut projeté au Centre Pompidou dans le cycle « Le Cinéma arménien » de juin à octobre 1993 (Paris).
Elle s'installe en France en 1991.
En 1994, elle fonde et dirige l'école de musique « Monde musical Anna Pavlovna » à Maisons-Alfort.
Elle compose pour Maria Palatine, Christian Merveille et Claude Lelièvre.
Elle crée la musique et interprète sur scène Passage, où Jacques Mercier se raconte, avec Laurence Waters.
Depuis 2009, Nara est ambassadrice de la fondation 112.
En janvier 2010, elle met en musique et interprète sur scène Mon Jardin Secret de Jacques Mercier.
Arrivée à Bruxelles, Nara devient, de 1998 à 2000, directrice artistique et enseignante au « Monde de la Découverte », un centre artistique du centre de Bruxelles. Elle ne tarde cependant pas à revenir à ses premiers amours et retrouve la scène en accompagnant un certain nombre de tournées : Maria Palatine (chanteuse-compositrice-harpiste) (2000-2001), Bernard L'Hoir Ensemble (2000-2003).
Compositrice, Nara collabore à de nombreux projets : deux CD de Christian Merveille, 1, 2, 3 piano en 2000 et Si c'est comme ça en 2001, ainsi qu'un CD commandité en 2002 par le Délégué général aux droits de l'enfance Claude Lelièvre, Félicien le magicien.
En 2003, Nara Noïan fonde son propre groupe, Bradyaga (signifie « Nomade » en russe), composé de musiciens de grand talent. Après plusieurs scènes et la naissance de son second fils Elliot en 2004, Nara produit son premier CD Promesses en octobre 2005 (Home Records).
Les rencontres se multiplient : elle compose l'intégralité de la musique originale, dont les poèmes mis en musique, du spectacle poétique « Passage », de Jacques Mercier créé en 2006 au Théâtre Le Public de Bruxelles. Ce spectacle avec Nara Noïan au piano et la chanteuse Laurence Waters du groupe Bradyaga, enchante toute la francophonie où le spectacle remporte un énorme succès.
En septembre 2006, sur la tournée fort remarquée du spectacle Leyla et Majnun, Nara se produit avec la chanteuse ouzbèke Sevara Nazarkhan (Real World - Peter Gabriel), et la chanteuse tunisienne Ghalia Benali sous la direction de Gerry De Mol (Oblomow).
En 2007, la Fondation Boghossian fait appel à Nara Noïan pour l'inauguration de la Villa Empain à Ixelles, à la suite des grands travaux de rénovation. À l'occasion de cette prestigieuse soirée d'ouverture, Nara se produit avec ses musiciens et la Fondation offre à chaque invité un enregistrement original de ce qui deviendra Cristal, le CD produit par Créa-Son.
Au début de l'année 2008, le livre Het draagbare paradijs de Gerry De Mol et le photographe Patrick De Spiegelaere (disparu tragiquement peu avant la sortie du livre) paraît en prélude à une tournée de concerts, qui rassemble plusieurs chanteuses et l'ensemble Oblomow.
C'est en juin 2008 que l'album Cristal (AMG Records) fera son apparition dans les bacs, avec l'un de ses titres dédié par Nara au regretté photographe. Mais le cinéma ne quitte pas pour autant sa vie de musicienne puisque Cécile Rittweger, cinéaste belge, la contacte pour composer la musique de son moyen métrage Mascara.
Reconnue pour sa générosité et pour les messages humanistes portés dans ses chansons, Nara est nommée ambassadrice de la Fondation 112 (numéro d'appel d'urgence européen). En février 2009, elle en compose l'hymne officiel sur des paroles de Jacques Mercier et se fait la voix d'une Europe maternelle s'adressant aux enfants. Quant à la mascotte du CD, elle n'est autre que « Le Chat », du dessinateur belge Philippe Geluck.
Le succès de cette initiative européenne se déplace outre-Atlantique, et invitée deux mois après par le Congrès des États-Unis d'Amérique, Nara se rend à Washington pour y présenter la version anglaise 9-1-1 For You (texte de Maria Palatine). Très proche de la version française, la version américaine du CD est distribuée dans les écoles américaines. L'hymne a depuis été adapté dans la plupart des langues européennes.
Poursuivant sa carrière en solo et toujours accompagnée par des musiciens de talent, Nara offre à son public plusieurs albums, dont le dernier né (octobre 2012), No 5, est sorti au printemps 2013.
La plupart de ses albums sont encore disponibles dans les bacs, notamment les albums Kino (février 2010) et Oriental Express (octobre 2011) sortis chez KaK Media.
Outre le fait qu'elle se produise régulièrement sur scène avec ses musiciens, elle continue, par amour de la musique, à collaborer à de nombreux projets. C'est ainsi qu'en mars 2012, elle participe au nouveau spectacle de Jacques Mercier, J'ai toujours aimé les blondes, où elle l'accompagne au piano sur ses créations musicales.
En août 2012, elle participe au Festival International d'Arménie Im Hayastan Paraton. En janvier 2013, Nara est nommée membre de l'Académie francophone du cinéma « Trophées Francophones du Cinéma ».
Quant à l'enseignement, il ne l'a jamais quittée, puisque Nara est coach vocal au sein de KaK Media depuis décembre 2011.
En 2013, elle arrange de nombreuses chansons et musiques, comme "Si je chante", hommage à Édith Piaf, écrite par Jean-Michel Bartnicki sur une musique et mélodie de Stéphane Clos.
Sans oublier des multiples collaborations avec sa mère,Janna Blbulyan, Golaine ex: "Oh, Tango Mystère", "Mon Arménie", " Nouvel An", "C'est trop Tard" etc.
En 2017, elle devient Marraine de l'Association 1 pour tous, tous pour l'autisme https://www.facebook.com/1PourTousTousPourLAutisme/

## Discographie
- Octobre 2011 - Sortie du quatrième album Oriental Express

Cet album est dédié Au Printemps Arabe

- Mai 2013 - Sortie de l'album 5

Sortie chez Kak Media
- 2014 Lo So enregistré au Synsound studio avec Dan Lacksman

Single duo avec Manuel Machetti - Sortie
chez Kak Media
- 2014 Shadows & Lights enregistré au Synsound studio avec Dan Lacksman

Sortie chez Kak Media
- 2015 - single Mon Arménie

Sortie chez Kak Media
- 2015 - L’Album Les regrets inutiles avec Jacques Mercier[6]

Sortie chez Kak Media
2020 - Just a Piano
2020 - Pray for Love - Duo  avec Minyeshu (Ethiopia) - single
2021 - Papiers d'Arménie
2022 - C'est la vie
2022 - Merci Eternal French Songs
2023 - 112 Anthem
2023 - 9-1-1 For You
2023 - Bradyaga Nomade
2023 - Amor (duo Nara Noïan & Grégory Houben - single
2023 - Jessy (Original Picture Soundrack) court métrage de Serge Tiar
2023 - Tombe la neige (cover) - single
2023 - L'un Nouvel  - single
2023 - Piano's Lovers, vol 1
- Projets en cours…
- « 12 Légendes » une comédie musicale en préparation
- Album Nara Noïan chante Janna Blbulyan http://janna-melodie.com/